# Lesine
Lesine (nemško Lassein) je naselje v Občini Velikovec v Okraju Velikovec na Koroškem v Avstriji.